# Brayan Hurtado
Brayan Yohangel Hurtado Cortesía (* 21. Juni 1999 in Puerto Ordaz, Bolívar) ist ein venezolanischer Fußballspieler, der hauptsächlich als Linksaußen eingesetzt wird.

## Karriere

### Verein
Brayan Hurtado begann seine Karriere beim lokal ansässigen Verein AC Mineros de Guayana. 2019 wurde er an die Portland Timbers verliehen, wo er für die zweite Mannschaft in der USL, der zweithöchsten Liga in den USA, spielte. In der Saison 2021 wurde er erneut verliehen, diesmal an den chilenischen Erstligisten CD Cobresal, wo er 13 Treffer in 26 Spielen beisteuerte. Im Februar 2022 verpflichtete ihn der chilenische Klub CD Antofagasta. Für die Saison 2024 wurde er in sein Heimatland an Universidad Central verliehen.

### Nationalmannschaft
Brayan Hurtado wurde Anfang 2018 für die U-20-Nationalmannschaft nominiert und absolvierte noch im selben Jahr elf Partien, in denen er ein Tor erzielte.
Sein Debüt für die A-Nationalmannschaft gab er am 14. Oktober 2021 im Qualifikationsspiel zur Fußball-Weltmeisterschaft 2022 gegen Chile, als er in der 74. Spielminute für Darwin Machís eingewechselt wurde.